# Фурнье, Катрин
Катрин Фурнье (фр. Catherine Fournier, 16 сентября 1955 — 7 декабря 2021) — французский политик, сенатор, член партии Союз демократов и независимых.

## Биография
Родилась 16 сентября 1955 г. С 1995 года является мэром коммуны Фретюн. В 2016 году была избрана в Совет региона О-де-Франс.
В октябре 2017 г. Катрин Фурнье была включена под вторым номером в список правых на выборах в Сенат Франции от департамента Па-де-Кале. Этот список, возглавляемый Жаном-Франсуа Рапеном, получил 21,18 % голосов и два места в Сенате, одно из которых заняла Фурнье.

## Занимаемые выборные должности
1995 — 12.10.2017 — мэр коммуны Фретюн 

11.2006 — 09.2008 — член Генерального совета департамента Па-де-Кале от кантона Кале-Нор-Уэст

с 04.01.2016 — член Совета региона О-де-Франс

с 02.10.2017 — сенатор Франции от департамента Па-де-Кале
Скончалась 7 декабря 2021 года.